# Ty Simpkins
Ty Keegan Simpkins (New York, 6 augustus 2001) is een Amerikaans acteur. 

## Biografie
Simpkins is de jongste zoon uit een gezin met drie kinderen. Zijn oudere zus is actrice Ryan Simpkins. Hij kwam, toen hij drie weken oud was, voor de eerste keer op tv in de Amerikaanse soapserie One Life to Live. Al snel acteerde hij ook in verschillende andere series, meestal in bijrollen.
Hij deed later mee in films zoals War of the Worlds (2005) en Little Children (2006). Daarna kreeg hij een grotere rol in The Next Three Days (2010), waarin hij als Luke Brennan het zesjarige zoontje van John Brennan (Russell Crowe) speelde.
Hij speelde ook mee in Sitters Street, het verhaal van deze korte film is bedacht door zijn zus, samen met een vriendin van haar.
In de horrorfilms Insidious (2010) en Insidious: Chapter 2 (2013), beide van regisseur James Wan, speelde hij een hoofdrol als Dalton Lambert. Tussen deze twee films door acteerde hij samen met zijn zus Ryan Simpkins in Arcadia (2012) en had hij in Iron Man 3 (2013) de rol van Harley Keener, het jonge hulpje van Tony Stark (Iron Man, gespeeld door Robert Downey jr.).
In 2015 had hij een van de hoofdrollen als Gray Mitchell in Jurassic World. Zijn stem in de film werd later gebruikt voor het LEGO-computerspel LEGO Jurassic World (2015).
In 2019 keerde hij terug als Harley Keener in Avengers: Endgame, ditmaal echter alleen als een gastrol.

## Prijzen en nominaties
| Jaar | Film                  | Prijs                   | Categorie                                                          | Resultaat   |
| ---- | --------------------- | ----------------------- | ------------------------------------------------------------------ | ----------- |
| 2014 | Iron Man 3 (2013)     | Saturn Award            | Best Performance by a Younger Actor                                | Genomineerd |
| 2014 | Iron Man 3 (2013)     | KidsPickFlicks          |                                                                    | Gewonnen    |
| 2016 | Jurassic World (2015) | Saturn Award            | Best Performance by a Younger Actor                                | Gewonnen    |
| 2016 | Jurassic World (2015) | Young Artist Award      | Best Performance in a Feature Film - Leading Young Actor (11 - 13) | Genomineerd |
| 2016 | Jurassic World (2015) | Young Entertainer Award | Best Leading Young Actor - Feature Film                            | Genomineerd |